# Шатрище (Коростенський район)
Шатри́ще — село в Україні, в Коростенському районі Житомирської області. Населення становить 438 осіб.

## Географія
Селом протікає річка Уж.

## Історія
За легендою, наведеною в «Географічному словнику Королівства Польського» (1882) назва «Шатрище» походить від шатрів, поставлених князем Олегом біля Коростеня під час його завоювання у 883 році: «Місто Коростень, столиця древлян, було завойоване у році 883. А на місці, де окопаний був табір Олега, засновано село, що носить досі назву Шатрище: шатр, „намет“».
У 1906 році село Іскоростської волості Овруцького повіту Волинської губернії. Відстань від повітового міста 38 верст, від волості 4. Дворів 95, мешканців 536.

## Населення

### Мова
Розподіл населення за рідною мовою за даними перепису 2001 року:
| Мова       | Кількість | Відсоток |
| ---------- | --------- | -------- |
| українська | 423       | 96.58%   |
| російська  | 15        | 4.42%    |
| Усього     | 438       | 100%     |

## Відомі люди
В селі народилися:
- Сингаївський Володимир Іванович (1933—2007) — український живописець.
- Сингаївський Микола Федорович (1936—2013) — український поет, автор пісні «Чорнобривці».
- Сингаївський Павло Пилипович (нар. 1922) — український живописець.
- Сингаївський Петро Федорович (1929—1995) — український письменник.
- Павленко Микола Андрійович (2001-2024) — військовослужбовець Збройних Сил України, загинув у боях за Україну[4].
- Стаднік Руслан Миколайович (1980-2023) — військовослужбовець Збройних сил України, загинув у боях за Україну[5].